# Genyophryninae
Genyophryninae là một phân họ từng được công nhận trong họ Nhái bầu trước sửa đổi năm 2006 của Frost và ctv. Hiện tại toàn bộ các chi trong phân họ này đã được sáp nhập vào phân họ Asterophryinae.

## Hình ảnh

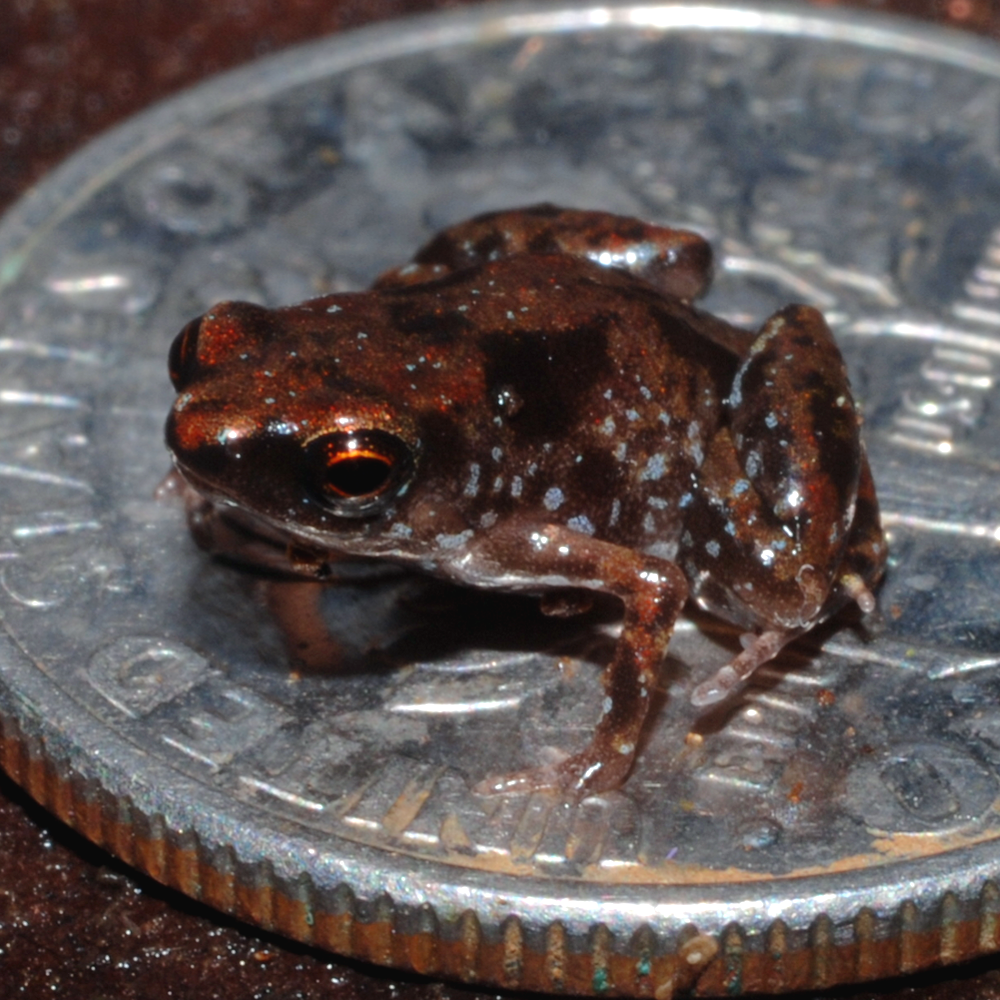
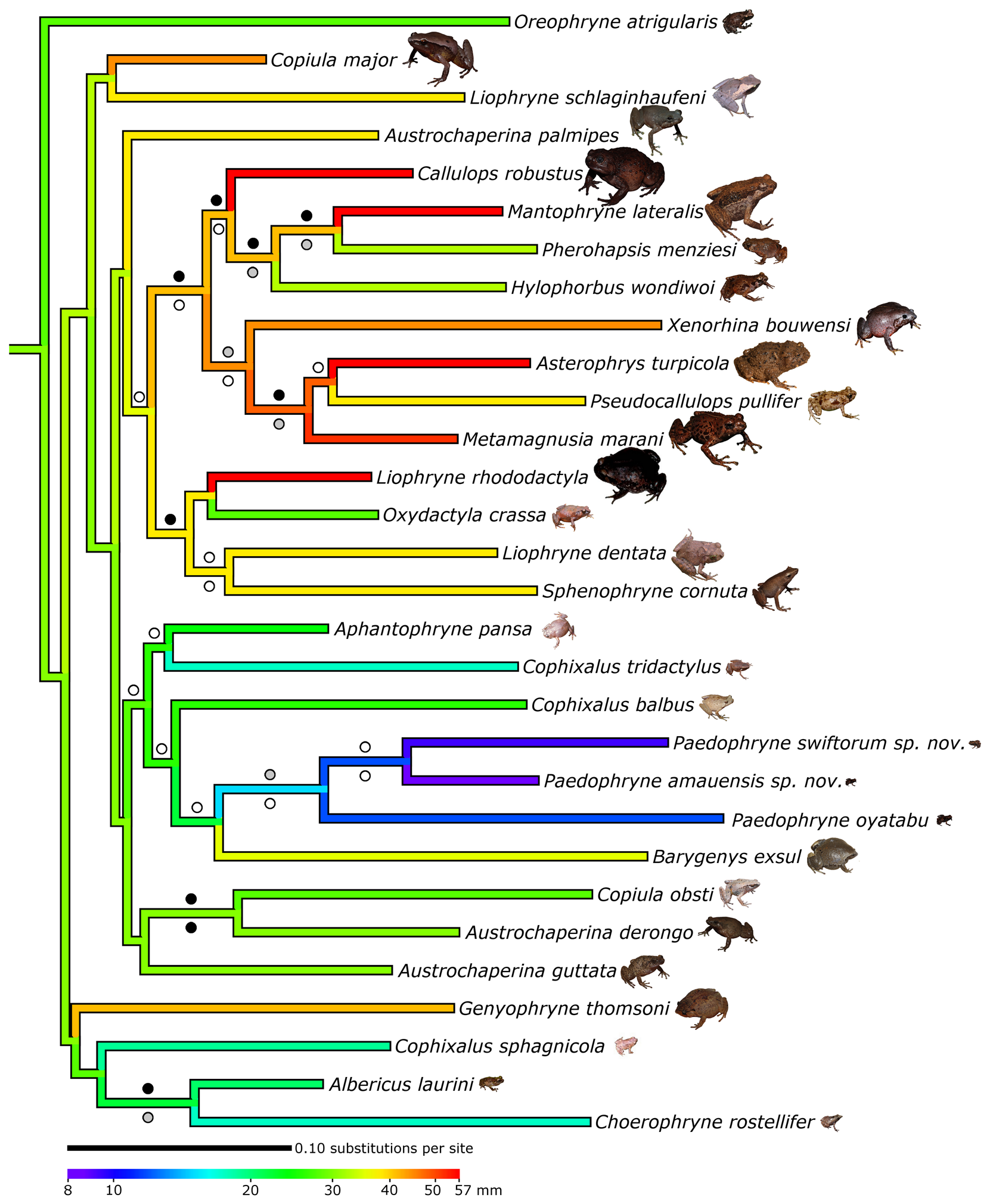

## Các chi
- Albericus Burton & Zweifel, 1995
- Aphantophryne Fry, 1917
- Austrochaperina Fry, 1912
- Choerophryne Kampen, 1914
- Cophixalus Boettger, 1892
- Copiula Méhely, 1901
- Genyophryne Boulenger, 1890
- Liophryne Boulenger, 1897
- Oreophryne Boettger, 1895
- Oxydactyla Kampen, 1913
- Sphenophryne Peters & Doria, 1878